# Godzilla: King of the Monsters
Godzilla: King of the Monsters (conocida como Godzilla 2: el rey de los monstruos en España y como Godzilla II: el rey de los monstruos en Hispanoamérica) es una película de 2019 estadounidense de acción, ciencia ficción, kaijus y aventuras, dirigida por Michael Dougherty. Es la secuela de la película Godzilla, de 2014, y la tercera entrega cinematográfica del MonsterVerse creado por Legendary Pictures y Warner Bros. Está protagonizada por Kyle Chandler, Vera Farmiga, Millie Bobby Brown, Bradley Whitford, Sally Hawkins, Charles Dance, Thomas Middleditch, O'Shea Jackson Jr., Ken Watanabe y Zhang Ziyi.
La nueva historia sigue los esfuerzos heroicos de la agencia criptozoológica Monarch ientras sus miembros se enfrentan a monstruos titánicos, incluyendo al imponente Godzilla, quien colisiona con Mothra, Rodan y su némesis, el dragón de tres cabezas Ghidorah. Cuando estas antiguas súper especies ancestrales —pensadas como mitos— aparezcan de nuevo, competirán por la supremacía, dejando la propia existencia de la humanidad pendiente de un hilo.
El rodaje principal comenzó el 30 de junio de 2017 en Atlanta, Georgia. La película fue estrenada el 31 de mayo de 2019 en Estados Unidos.

## Argumento
Durante el combate de Godzilla contra los MUTOs el etólogo Mark Russell (Kyle Chandler), su esposa la paleobióloga Emma (Vera Farmiga) y su hija, Madison (Millie Bobby Brown) buscan en medio de las ruinas a su hijo mayor Andrew, quien finalmente muere como uno de los miles de colaterales de la lucha de los monstruos. Cinco años más tarde, Emma trabaja para la organización criptozoológica "Monarch", rastreando y estudiando a los Titanes, criaturas gigantescas que una vez dominaron la Tierra. Ella y su hija Madison presencian el nacimiento de una oruga gigante apodada Mothra dentro de un templo escondido en una selva china. Emma calma a Mothra con el "ORCA", un dispositivo que es capaz de emitir frecuencias para atraer o alterar el comportamiento de los titanes. Sin embargo, al poco tiempo, una organización de eco-terroristas, dirigida por el excoronel británico Alan Jonah (Charles Dance), ataca la base, secuestra a Madison y Emma y roba el ORCA. Mothra logra escapar y encerrarse a sí misma en una crisálida detrás de una enorme cascada.
Los científicos y soldados de Monarch, dirigidos por el Dr. Ishiro Serizawa (Ken Watanabe), se encuentran en Washington litigando con el senado, que desea que la organización y sus investigaciones sean entregados al ejército para que maten a todos los titanes que han descubierto. Sin embargo, Monarch se niega, ya que comprende que entre ellos no solo hay depredadores sino también otros que protegen el balance del mundo. Cuando Serizawa es informado del secuestro contacta a Mark, ahora exmarido de Emma. Al principio, se muestra reacio porque odia los titanes desde la muerte de su hijo, razón por la cual a pesar de haber trabajado para Monarca decidió renunciar tiempo atrás; sin embargo, acepta poco después para asegurar el rescate de su familia. Monarca espera poder rastrear la señal que emite el ORCA para localizar el escondite de Jonah y por ello necesitan la ayuda de Mark, el inventor del ORCA, ya que Emma creó la señal combinando la bioacústica de múltiples titanes para generar un llamado universal que los manipule, pero ya que no han podido identificar uno de los componentes de la señal no les ha sido posible rastrearla.
Mientras se encuentran en una base llamada Castle Bravo, cerca de las Bermudas, el equipo de Monarch logra encontrar a Godzilla en el Atlántico y lo siguen hasta la Antártida. En dicho lugar, Jonah tiene la intención de liberar a un titán encerrado en el hielo al que han llamado "Monstruo Zero" (y que es un dragón gigante de tres cabezas), al que las investigaciones de Monarch describen como un depredador por encima de cualquier otro titán. Tras una breve lucha entre los soldados de Monarch y los ecoterroristas, Emma libera al Monstruo Zero, quien mata a varios miembros de Monarch, antes de enfrentar a Godzilla en una pelea en la que muere la Dra. Graham. Durante la batalla Godzilla se esfuerza por derrotar al Monstruo Zero llegando incluso a lanzarle su aliento atómico, pero el Monstruo Zero lo esquiva y lo ataca con rayos demostrando ser superior en fuerza y tamaño; después de vencerlo se va volando, creando una gran tormenta eléctrica debido a los poderosos vientos que genera al volar y a su naturaleza bioeléctrica.
El equipo de Monarch comprende que Emma y Madison no fueron secuestradas por los terroristas, sino que trabajaban con ellos. Emma se comunica con Monarch y explica que su objetivo es despertar a los titanes ya que el mundo se encuentra al borde del colapso a causa de la contaminación y destrucción ambiental que los humanos han causado. También informa que ha descubierto que las criaturas emiten una radiación benigna que sana el daño provocado en la Tierra por el hombre, por lo que ha decidido liberarlos para salvar al mundo porque considera que esto dará sentido a la muerte de su hijo. Jonah y Emma huyen de la Antártida y se dirigen a México, donde liberan a otro titán, Rodan, el cual dormía en el volcán de la isla de Mara. Madison se molesta con su madre ya que ésta no solo la había convencido de traicionar a Monarch señalando que perseguían objetivos menos destructivos, sino que además no dudó en sacrificar a Mark al despertar al titán mientras este aún estaba en la base de la Antártida. Madison comprende poco a poco que las ideas con que su madre la convenció no eran ciertas, especialmente al ver como Emma y Jonah consideran a los habitantes de Mara un sacrificio sin importancia y activan el ORCA sin darles tiempo de evacuar.
Rodan despierta debido a las frecuencias del ORCA e inmediatamente, los soldados de Monarch lo conducen no sin sufrir muchas bajas, a que luche contra el Monstruo Zero, que también se aproxima; pero este derrota rápidamente a Rodan. A punto de ser asesinados por el Monstruo Zero, Serizawa y los demás se salvan, cuando este es emboscado por Godzilla, teniendo una breve pelea en el mar. Godzilla logra arrancar una de las tres cabezas del Monstruo Zero; pero en medio de la batalla, la armada estadounidense ignora las advertencias de Monarch y lanza un misil experimental conocido como el "Destructor de oxígeno", que dicen puede matar cualquier forma de vida, incluso a Godzilla. El misil es disparado dando tiempo apenas suficiente al grupo de Monarch y los evacuados de huir de la gigantesca detonación que aparentemente mata a Godzilla, el cual se hunde en el océano, pero el Monstruo Zero sobrevive ileso y vuela hacia el volcán de la isla de Mara, donde regenera su cabeza cercenada. Rodan reaparece y reconoce al Monstruo Zero como el nuevo Alfa. En ese momento, el Monstruo Zero emite un llamado que despierta a todos los titanes del mundo, entre ellos a Methuselah en Münich, a una araña gigante llamada Scylla en Sedona, a Behemoth en Río de Janeiro y a un MUTO hembra en Hackensack. Todos los Titanes que despiertan lo hacen en estado de frenesí, causando destrucción a su paso en todo el mundo. 

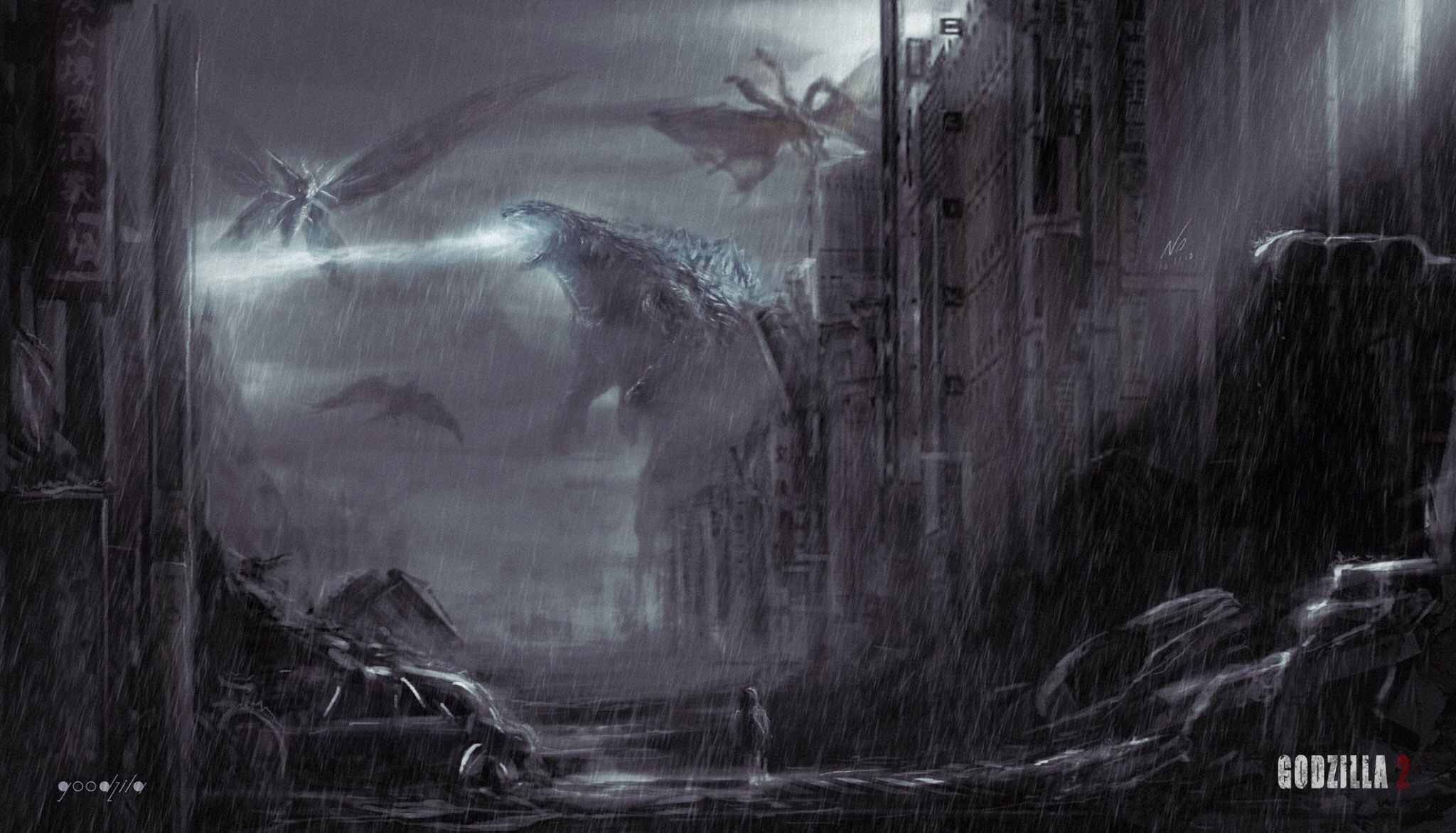
Arte conceptual temprano de la película.

Monarch y el ejército comprenden que el Monstruo Zero, a diferencia de Godzilla que los mantenía dormidos y bajo control, ha liberado a todos los titanes para que actúen como una manada cazando. La Dra. Ilene Chen (Zhang Ziyi) da a conocer sus investigaciones con base en textos mitológicos y antiguos escritos sobre el origen del Monstruo Zero cuyo nombre real es Ghidorah, dichas leyendas explican que vino de las estrellas y desató la destrucción en el mundo; así comprenden que no se trata de un titán sino de una especie invasora del espacio, lo que explica el quiebre del equilibrio al convertirse en el nuevo Alfa y sus intentos de terraformar el planeta a su gusto ahora que su principal rival, Godzilla, ha sido neutralizado.
Poco después, Mothra, único titán que no muestra obediencia al Monstruo Zero, sale de su capullo en China convertida en una polilla gigante y vuela al mar de las Bermudas, donde comienza a emitir un canto sobrevolando el territorio de Godzilla, hasta que recibe una débil respuesta del titán lo que demuestra que sobrevivió a la detonación. Los científicos señalan que Mothra es considerada la reina de los monstruos ya que posee una relación simbiótica con Godzilla, algo que explica su indiferencia hacia Ghidorah. Monarch decide viajar en un submarino hacia las fosas abisales y localiza al titán en una madriguera ubicada en unas ruinas ubicadas sobre un yacimiento natural de uranio, desde donde está absorbiendo radiación para recuperarse. Tras calcular que Godzilla tardará años en sanar completamente, deciden que la mejor opción es detonar un arma nuclear que acelere su proceso de curación, pero sin embargo, no les es posible detonar la bomba a distancia, por lo que el Dr. Serizawa decide sacrificarse y realizar una detonación manual. Antes de activar el arma, Serizawa logra acercarse lo suficiente a Godzilla y despedirse de él diciendo en japonés: "Adiós, viejo amigo". La detonación logra su objetivo, haciendo que Godzilla se recupere y aumente en gran cantidad su poder y tamaño.
En Boston, Emma comprende que la destrucción que los Titanes le ocasionarán a la Tierra es mucho peor de lo que los humanos podrían infligir, pero Jonah ignora sus súplicas señalando que prefiere acabar con la humanidad que interrumpir su plan. Cuando Madison escucha esto, roba el ORCA, escapa a Fenway Park y usando los amplificadores del estadio transmite una frecuencia que calma a los titanes. Mark finalmente deduce que el componente desconocido usado por Emma en el ORCA es la bioacústica humana y gracias a ello pueden rastrear la señal liderando un equipo de Monarch para rescatar a Madison y escapar de la ciudad tras enterarse de que los niveles de radiación de Godzilla están aumentando rápidamente y provocará una explosión termonuclear en pocos minutos.
Ghidorah llega a Boston para destruir el ORCA, casi asesinando a Madison en el proceso, hasta que Godzilla aparece acompañado por las fuerzas de Monarch, quienes se unen para participar en la lucha. Gracias al aumento de poder de Godzilla, este logra enfrentar en igualdad a Ghidorah, pero sin obtener suficiente ventaja para derrotarlo. Mothra llega para ayudar a Godzilla, pero es interceptada por Rodan, desarrollándose una épica batalla entre los cuatro Titanes. Ghidorah absorbe la electricidad de una planta de energía y ataca con ella a Godzilla, dejándolo muy herido; posteriormente lo lleva a gran altura desde donde lo arroja contra el suelo, dejándolo completamente desvalido. Sin embargo, Mothra derrota a Rodan, hiriéndolo gravemente con su aguijón y antes que Ghidorah asesine a Godzilla, se sacrifica para protegerlo interceptando un poderoso disparo de Ghidorah que la desintegra; pero los restos de Mothra caen sobre Godzilla y le transfieren su energía.
Mark, Emma y Madison se reúnen y reactivan el ORCA para alejar a Ghidorah de Godzilla y darle tiempo para recuperarse. Emma actúa como señuelo al sacrificarse huyendo con el ORCA en dirección opuesta a la evacuación para dar al resto tiempo de escapar. Justo en el momento que Ghidorah logra alcanzarla, Godzilla se presenta, demostrando que gracias a Mothra ahora puede controlar sus niveles de radiación; con tres poderosos ataques, Godzilla desintegra a Ghidorah, derrotando definitivamente al Titán extraterrestre, para después volver a su estado normal. Al ver que Godzilla se erige nuevamente como el Alfa, Rodan y los otros Titanes que habían sido despertados se inclinan ante él.
Durante los créditos, los recortes de noticias muestran que los Titanes están sanando la Tierra, que se ha descubierto un huevo que se sospecha puede ser una nueva Mothra y que los Titanes están convergiendo en la Isla Calavera; también se muestra una pintura rupestre de Kong y Godzilla enfrentándose.
En una escena poscréditos, Jonah y sus fuerzas, ubicados en la isla de Mara, se reúnen con los pescadores locales para comprar la cabeza que Godzilla arrancó a Ghidorah.

## Reparto
- Kyle Chandler como Mark Russell,[4] el exmarido de Emma. Se une a una misión de rescate junto con los científicos Serizawa y Graham para salvar a Madison y Emma.[5]
- Vera Farmiga como Emma Russell, una paleobióloga que trabaja para Monarch y que es secuestrada junto con su hija Madison por una organización misteriosa.[5]
- Ken Watanabe como el doctor Ishirö Serizawa, un científico que trabaja para Monarch.
- Sally Hawkins como la doctora Vivienne Graham, una científica que trabaja para Monarch como mano derecha de Serizawa.
- Bradley Whitford como el doctor Rick Stanton
- Millie Bobby Brown como Madison Russell, la hija de Mark y Emma Russell. Ella es secuestrada junto con su madre.[4][5]
- Charles Dance como Alan Jonah, un antiguo coronel del ejército británico, quien ahora lidera a un grupo de paramilitares que tiene como objetivo liberar a todos los Titanes.[6]
- Thomas Middleditch como Sam Coleman, el intermediario entre Monarch y el gobierno de Estados Unidos.[7]
- Anthony Ramos como Anthony Martínez, un militar que forma parte de las fuerzas especiales de Monarch, ayudando a combatir a los monstruos, además de ayudar en la búsqueda de Madison.
- Aisha Hinds como Coronel Diane Foster, coronel del ejército y líder del G-Team de Monarch.
- O'Shea Jackson Jr. como Jackson Barnes, un suboficial que forma parte del grupo de fuerzas militares especiales dirigido por Monarch llamado el G-Team y lidera a los soldados en batallas contra las criaturas titánicas.[7]
- Zhang Ziyi como la doctora Ilene Chen, una científica que trabaja para Monarch que se especializa en descifrar los antecedentes mitológicos de los Titanes.[8]
- Joe Morton como el Dr. Houston Brooks, un científico que trabaja junto a Ling Chen monitoreando el capullo de Mothra.
- CCH Pounder como Senadora Williams.
- David Strathairn como Almirante William Stenz, jefe de operaciones militares de los Estados Unidos.
- Jonathan Howard como Asher "Ash" Jonah, hijo de Alan Jonah y miembro de su equipo.

Asimismo, T.J. Storm representa a Godzilla a través de captura de movimiento, Jason Liles como Rodan y la cabeza de en medio del rey Ghidorah; mientras que Alan Maxson y Richard Dorton representan las cabezas del lado derecho e izquierdo, respectivamente. Sin embargo en los créditos de reparto mostrados en la película se ve al final de la lista los nombres de Godzilla, Ghidorah, Mothra y Rodan, cada uno acompañado por la frase "como él mismo".

## Producción

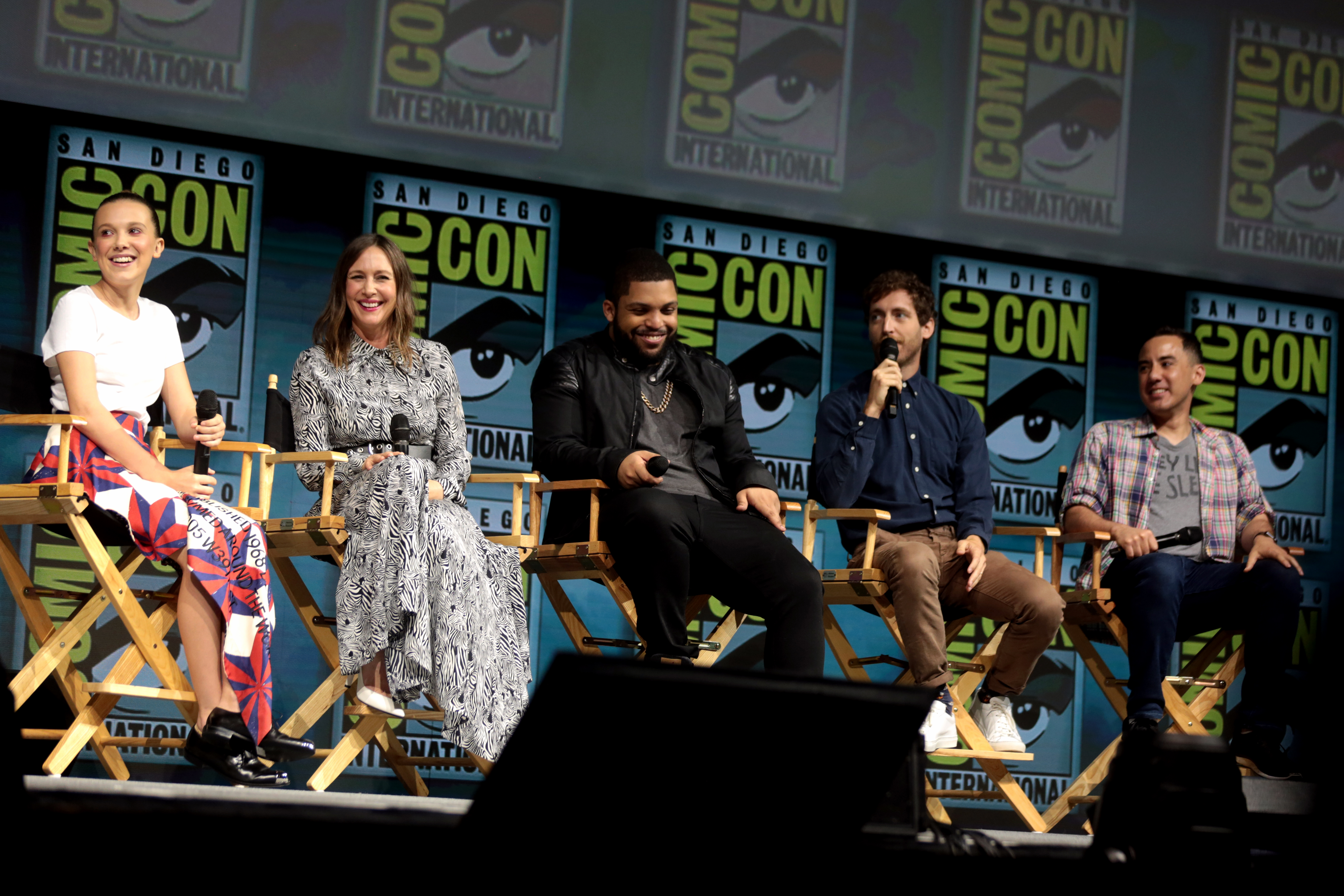
Los actores Millie Bobby Brown, Vera Farmiga, O'Shea Jackson Jr., Thomas Middleditch y el director Michael Dougherty promocionando la película en la San Diego Comic Con de 2018.

Después del exitoso estreno de Godzilla que recaudó la cantidad de 540 millones de dólares en todo el mundo, Legendary Entertainment confirmó la realización de una secuela, con planes de crear una trilogía. En julio de 2014, durante la Convención Internacional de Cómics de San Diego, Legendary confirmó que había adquirido los derechos de Mothra, Rodan y King Ghidorah de Toho.
Ese mismo año, Legendary anunció que la secuela sería estrenada el 8 de junio de 2018. 
En mayo de 2016, Warner Bros confirmó oficialmente que el estreno de la segunda parte de la película sería el 22 de marzo de 2019. En octubre de 2016, se reveló que Michael Dougherty y Zach Shields escribirían el guion de Godzilla 2. Un día después, se informó que Dougherty también estaba en negociaciones para dirigir la película. Ese mismo mes, Legendary anunció que la producción también se llevaría a cabo en las instalaciones de la compañía Wanda Qingdao Movie Metrópolis en Qingdao, China.
En diciembre de 2016, Legendary reveló que el título oficial de la secuela sería Godzilla: King of the Monsters. A principios de enero de 2017, Dougherty fue confirmado oficialmente como el director.
El 15 de agosto de 2017 se anunció en una conferencia de prensa en la sede del gobierno de la Ciudad de México, México, que se realizarían grabaciones para la película alrededor de la Plaza de Santo Domingo los días 20 y 22 del mismo mes. El 27 de septiembre del mismo año, Doughterty a través de su cuenta de Twitter anunció que el rodaje de la película había concluido.
El 23 de agosto de 2018, Alan Maxson hizo un tuit sobre su agencia Coolwaters Productions, revelando a los actores que interpretarían a algunos monstruos mediante captura de movimiento: anunció que él mismo sería la cabeza derecha de Ghidorah, Richard Dorton la izquierda y que Jason Liles además de ser la cabeza de en medio también representaría a Rodan, además de T.J. Storm que volvería a interpretar a Godzilla.
El 16 de noviembre de 2018, Mike Dougherty mediante su cuenta de Twitter anunció que había concluido la posproducción de la película.

## Estreno
Godzilla: King of the Monsters fue estrenada el 31 de mayo de 2019 en formato 2D y 3D, y en selectos cines IMAX por Warner Bros. Pictures y por Toho solo para Japón. La película había sido previamente programada para estrenarse el 8 de junio de 2018.

## Recepción
En el agregador de reseñas Rotten Tomatoes, la película tiene un índice de aprobación del 41% basado en 311 comentarios, con un promedio de 5.1/10. El consenso crítico del sitio web indica: "Godzilla: King of the Monsters ofrece una espectacular acción de kaiju, y reafirma que los efectos de vanguardia aún no pueden sustituir una buena historia". De parte de la audiencia tiene una aprobación de 83%, basada en 25 126 votos, con una calificación de 4.1/5. En el sitio web Metacritic, la película tiene una puntuación promedio ponderada de 48 de un total de 100, según 45 reseñas, indican "reseñas mixtas o promedio". Sin embargo la calificación otorgada por los usuarios es de 7,6 sobre 10.
Benjamin Lee, del periódico The Guardian, otorgó a la película 2 de 5 estrellas, y escribió que "tiene momentos raros de esplendor visual pero no pueden disfrazar un guion ridículo con una narrativa destartalada". Chris Evangelista, de /Film, le dio a la película una puntuación de 6,5 sobre 10, criticando a los personajes humanos y escribiendo que "el duelo definitivo de kaijus no debería ser tan aburrido". Kate Erbland, de IndieWire, le dio a la película una calificación de "C-", calificándola de "oscura, húmeda e inepta". Mike Ryan, de Uproxx, le dio una reseña negativa a la película y escribió que "cuando una película es simplemente acción de monstruos sin parar, ¿adivina qué sucede? Todo eso se convierte en el nuevo 'normal' y se vuelve aburrido". Ben Travis, en una reseña para Empire Online, le dio a la película 1 de 5 estrellas y escribió: "Trotamundos, pero no aventurera, repleta de acción, pero ni remotamente emocionante, absolutamente sobrecargada y completamente delgada como el papel".
Owen Gleiberman, de la revista Variety, escribió que la película "hace un choque de titanes espectacular, pero esta tiene un balance menos imponente de estupideces y enfoque impresionable" en comparación con su predecesora.
Para Bloody Disgusting, William Bibbiani escribió: "Tal vez algún día los estadounidenses hagan una película de Godzilla que no sea solo 'badass', sino que también funcione a otro nivel y resuene de manera significativa". James Whitbrook, de Io9, dijo que la película "es poco más que sonido y furia bellamente impresionante, tristemente sin significar nada para sus protagonistas humanos, más allá de ellos siendo un solo vector en el que la película se puede esparcir en algunas cursiladas del cine clase B que prestan todo el esfuerzo a una especie de vibra de 'película de monstruos clásica con un presupuesto moderno'".

## Secuelas
En septiembre de 2015, Legendary había trasladado el desarrollo de la película Kong: La Isla Calavera de Universal Studios a Warner Bros., desatando especulaciones en los medios sobre una posible película en donde Godzilla y King Kong podrían aparecer juntos. En octubre de 2015, Legendary confirmó estos rumores e hizo público sus planes de reunir a ambos personajes en una película titulada Godzilla vs. Kong, fijando su fecha de estreno para el 2020. Sin embargo, primero debido a postergaciones sin explicación oficial y posteriormente por la pandemia del Coronavirus, el estreno oficial fue aplazado hasta el 26 de marzo de 2021.